# Hartmut Wagner
Hartmut Wagner (* 17. Juni 1950 in Bremen) ist ein deutscher Architekt und Manager. 

## Biografie
Wagner studierte drei Semestern Medizin, absolvierte den Wehrdienst (Leutnant der Reserve) und nahm dann ein Studium der Architektur an der Technischen Universität Hannover auf, das er 1979 als Diplom-Ingenieur abschloss.
Nach knapp zweijähriger Tätigkeit als freier Mitarbeiter in Architekturbüros wurde Wagner Assistent der Geschäftsleitung und Projektleiter in der Zentralen Bauabteilung der Bertelsmann AG. Nach Fertigstellung des G+J Pressehauses am Baumwall, das Wagner als Projektleiter betreut hatte, übernahm er 1990 die Leitung der Zentralen Bauabteilung der Bertelsmann AG. 1993 berief ihn die Bayerische Vereinsbank zum Zentralbereichsleiter Bau und Betrieb und Mitglied der Geschäftsleitung Bankbetrieb. Nach der Fusion der Vereinsbank mit der Bayerischen Hypotheken- und Wechselbank zur HypoVereinsbank im Jahr 1998 wurde Wagner 2001 Vorstandsvorsitzender der neugegründeten HVB Immobilien AG, welche den Immobilienbesitz und die Immobilienaktivitäten der Bankengruppe übernahm.
Von 2004 bis 2006 leitete Wagner als Bereichsvorstand der Siemens AG und Geschäftsführer die Siemens Real Estate GmbH und machte sich danach mit Wagner & Partner Real Estate Consulting als Berater selbständig. 2009 trat er als geschäftsführender Partner bei Schweger & Partner Architekten ein, von 2012 bis 2015 fungierte er als Alleingeschäftsführer und Gesellschafter in dessen Nachfolgebüro Schweger Architekten GmbH in Hamburg. 
Aus der Gesellschaft schied Wagner 2018 aus.
Wagner ist mit einer Zahnärztin verheiratet und lebt in Starnberg und Hamburg.
Mitgliedschaften
- Mitglied der Architektenkammern Bayern, Berlin und Hamburg
- Seit 2010 im Bund Deutscher Architekten
- Seit 1995 konzerninterne und freie Aufsichtsratsmandate in diversen Unternehmen

## Werke
Neben dem G+J Pressehaus am Baumwall in Hamburg und den aktuellen Bauten von Schweger Architekten war Wagner verantwortlich für die Durchführung von Bauprojekten wie dem Bertelsmann Tower in New York, den Fünf Höfen, dem Schäfflerhof und der Allianz Arena in München.